# Emanuele Idini
Emanuele Idini (* 18. Dezember 1970 in Rom) ist ein ehemaliger italienischer Freistilschwimmer, der sein Land bei den Olympischen Spielen 1992 und 1996 vertrat.
Medaillen errang er bei seinen Olympiateilnahmen indes nicht. Erfolgreicher war er dafür bei den Europameisterschaften. Bei den Europameisterschaften 1991 in Athen gewann er mit seinen Staffelkollegen Roberto Gleria, Stefano Battistelli und Giorgio Lamberti in der 4 × 200-m-Freistilstaffel die Silbermedaille. Bei den Europameisterschaften 1995 in Wien erreichte über die gleiche Strecke Bronze. Dabei waren seine Staffelkollegen Massimiliano Rosolino, Emanuele Merisi und Piermaria Siciliano.